# (463878) 2014 UP50
(463878) 2014 UP50 es un asteroide perteneciente al cinturón de asteroides, descubierto el 21 de octubre de 2014 por el equipo Spacewatch desde el Observatorio Nacional de Kitt Peak (Arizona, Estados Unidos).